# Слава (кінотеатр, Москва)
Культурно-розважальний центр Слава — московський кінотеатр, пам'ятка Москви і району Перово, що знаходиться на Шосе Ентузіастів, 58. Розроблено радянськими архітекторами — Іваном Жолтовський [1], Миколою Сукояном, В. Воскресенським. Будівництво кінотеатру велося чотири роки, з 1954 по 1958 роки. Був підпалений двічі. Останній раз був підпалений невідомими 3 лютого 2007 . З тих пір, кінотеатр закритий. Кінотеатр мав 2 зали для глядачів по 440 місць. В цілому, Слава вміщував в себе близько 890 осіб. Кінотеатр також мав 3 поверхи.

## Історія кінотеатру
Будівництво кінотеатру Слава почалося в Москві, в 1954 році. Креслення майбутнього кінотеатру придумували радянські архітектори — Іван Жолтовський, Микола Сукоян, В. Воскресенський і інші . Будівництво кінотеатру закінчилося через чотири роки — в 1958 році. У 2006 році кінотеатр Слава був закритий і був переданий орендарям . Кінотеатр був зданий в оренду на 49 років. Початкова ціна покупки кінотеатру була 2,891 млн руб. У 2007 році невідомі підпалили кінотеатр і зникли — кінотеатр був спалений дотла . У кінотеатрі було 2 зали для глядачів по 440 місць. У 2006 році кінотеатр «Слава» був захоплений озброєними людьми. Причиною стало рейдерське захоплення, який спровокували столичні влади проти орендарів приміщення кінотеатру «Слава» . Кінотеатр також мав зали з рестораном, більярдом, кафе і суші-баром.

### Місткість
Кінотеатр Слава мав 2 зорові зали по 440 місць. В сумі, обидва зали вміщували 880 осіб.

### Зовнішнє опис кінотеатру
Центральна частина фасаду кінотеатру «Слава» найбільше нагадує головний фасад будівлі Скакового товариства, який знаходиться в Москві, на біговій вулиці, вибудуваного в 1903—1905 роках. Чотири попарно сполучені колони кінотеатру несуть в собі трикутний фронтон з вирізаною аркою, підкресленою наскрізним рельєфом.

## Пожежа 3 лютого 2007 року
3 лютого 2007 року близько 12:00 дня в кінотеатрі Слава сталася пожежа. Обставини були невідомі. На місце негайно прибули швидка пожежна і міліція . Пожежа намагалися загасити близько 40 бригад пожежників. У процесі гасіння постраждало двоє пожежників. Увечері того ж дня, о 16:05 пожежа була повністю погашена [9]. Також деякі джерела стверджують, що кінотеатр Слава горів і до 2007.

## Реконструкція
Реконструкція згорілого в 2007 році кінотеатру Слава в його історичному вигляді планувалася ще в 2008 році.
У 2009 році з'явилося розпорядження Уряду Москви, яким будівлю було передано в оперативне управління Мосгорнаследию.
Планувалося, що реконструкція повинна була тривати до 2013 року. У 2013 році компанія «Світ Інвест» виграла тендер на оренду будівлі терміном на 49 років за програмою «Рубль за метр», але через невиконання зобов'язань щодо реставрації контракт був розірваний. Будівля потім пустувало і руйнувалося, новий етап робіт не розпочато.
У жовтні 2017 року кінотеатр був виставлений на аукціон, а в листопаді 2017 — продано на торгах за 32,3 млн рублів.
За умовами угоди інвестор повинен відновити будівлю і пристосувати його під культурно-дозвіллєвий центр із збереженням, в тому числі, функції кінопоказу.
4 грудня 2017 року, в управі району Перово міста Москви відбулася зустріч, на якій були присутні: Олександр Сметанов, голова управи Дмитро Плахих, глава муніципального освіти Андрій Тюрін і інвестор, який зобов'язався найближчим часом відновити кінотеатр.